# Amoralism
Amoralism är ett moralfilosofiskt begrepp som betecknar flera snarlika ståndpunkter och förhållningssätt till moralen.
En typ av amoralism ingår som hypotetiskt exempel i metaetiska diskussioner. En amoralist är då en person som förstår moraliska termer och plikter, men som samtidigt inte blir motiverad att handla av de krav som moralen ställer på dem. Den typen av amoralism, om den är möjlig, utgör eventuellt ett problem för internalister, som hävdar att moralomdömen per automatik motiverar personer att agera i enlighet med dem. Huruvida det faktiskt finns sådana personer råder det ingen enighet om.
En annan typ av amoralism är den generella ståndpunkten som helt och hållet förnekar olika moralsystems berättigande.